# Alfons von Brienne

Das Wappen von Alfons von Brienne

Alfons von Brienne, genannt Alfons von Akkon (* um 1227; † 25. August 1270 vor Tunis) war ein Graf von Eu (iure uxoris) aus dem Haus Brienne.
Alfons war ein Sohn von Johann von Brienne, König von Jerusalem, und der Prinzessin Berenguela von León († 1237), einer Tochter von König Alfons IX. von Kastilien-León. Seine Halbschwester war die Königin Isabella II. von Jerusalem.
Er wurde von seinem Vater 1244 an den Hof König Ludwigs IX. (Saint Louis) nach Frankreich geschickt. 1248 begleitete er den König auf den sechsten Kreuzzug nach Ägypten. Im Heiligen Land kämpfte er anschließend 1253 bei Caesarea Philippi (Banyas). 1260 wurde Alfons mit dem Amt des Großkämmerers von Frankreich betraut. In Spanien unterstützte er 1265 einen Vetter, König Alfons X. von Kastilien, im Kampf gegen die Mauren und wurde dafür von Papst Clemens IV. gelobt.
Im Jahr 1270 nahm Alfons auch am siebten Kreuzzug nach Tunis teil, wo er an der im Feldlager um sich greifenden Ruhr starb, am selben Tag wie der König. Sein Leichnam wurde ebenfalls nach Frankreich überführt und in der Abtei von Saint-Denis bestattet.
Alfons war verheiratet mit Marie de Lusignan-Issoudun († 1. Oktober 1260), der Erbtochter des Grafen Rudolf II. von Eu. Ihre Kinder waren:
- Johann II. († 12. Juni 1292), Graf von Eu
- Blanche († vor 1338), Äbtissin von Maubuisson